# Hazlitt in Love

Hazlitt in Love, est un téléfilm documentaire britannique, réalisé par Michael Darlow et sortie le 11 janvier 1977.

## Synopsis
Ce film de 60 minutes raconte la passion amoureuse de William Hazlitt pour la fille de son propriétaire Sarah Walker.

## Distribution
- Kenneth Haigh : William Hazlitt
- Lynne Frederick : Sarah Walker
- Alexander Doré : Griffiths
- Brenda Kempner : Mme Walker (la mère de Sarah)
- Tony Aitken : Cajah Walker
- Katherine Schofield : prostituée